# Oxymerus punctatus
Oxymerus punctatus là một loài bọ cánh cứng trong họ Cerambycidae.